# ようちえん・ほいくえん みんなでうたううた
『ようちえん・ほいくえん みんなでうたううた』は、キングレコードから発売された童謡のコンピレーション・アルバム。1998年2月21日発売。

## 概要
- 子供に人気のテレビ番組・アニメ・映画のヒット曲、動物の歌、季節の歌など、全30曲収録。

## 収録曲
みんなだいすき人気曲
- 1.さんぽ
  - 歌：タンポポ児童合唱団
- 2.WAになっておどろう 〜ILE AIYE〜 キッズ・バージョン
  - 歌：ひまわりキッズ
- 3.世界中のこどもたちが
  - 歌：おうめ子ども会
- 4.となりのトトロ
  - 歌：タンポポ児童合唱団
- 5.てのひらをたいように
  - 歌：タンポポ児童合唱団
- 6.おおきなふるどけい
  - 歌：森みゆき
- 7.おもちゃのチャチャチャ
  - 歌：たいらいさお、タンポポ児童合唱団

いっしょにうたおう どうぶつのうた
- 8.ぞうさん
  - 歌：斉藤伸子
- 9.アイアイ
  - 歌：森みゆき、東京放送児童合唱団
- 10.いぬのおまわりさん
  - 歌：森みゆき
- 11.パンダうさぎコアラ
  - 歌：神崎ゆう子、坂田おさむ
- 12.げんこつやまのたぬきさん
  - 歌：タンポポ児童合唱団
- 13.もりのくまさん
  - 歌：たいらいさお、岡崎裕美、タンポポ児童合唱団
- 14.こぶたぬきつねこ
  - 歌：森みゆき、東京放送児童合唱団

きせつ・行事のうた
はる
- 15.うれしいひなまつり
  - 歌：山田安奈
- 16.いちねんせいになったら
  - 歌：ひばり児童合唱団
- 17.おもいでのアルバム
  - 歌：芹洋子
- 18.はるがきた
  - 歌：タンポポ児童合唱団
- 19.こいのぼり
  - 歌：タンポポ児童合唱団

なつ
- 20.あめふりくまのこ
  - 歌：岡崎裕美
- 21.たなばたさま
  - 歌：中田順子
- 22.うみ
  - 歌：真理ヨシコ
- 23.おばけなんてないさ
  - 歌：真理ヨシコ

あき
- 24.おおきなくりのきのしたで
  - 歌：坂田おさむ、森みゆき
- 25.やきいもグーチーパー
  - 歌：米田和正、荒川少年少女合唱隊
- 26.どんぐりころころ
  - 歌：タンポポ児童合唱団

ふゆ
- 27.あかはなのトナカイ
  - 歌：タンポポ児童合唱団
- 28.あわてんぼうのサンタクロース
  - 歌：タンポポ児童合唱団
- 29.おしょうがつ
  - 歌：タンポポ児童合唱団
- 30.ゆき
  - 歌：ひばり児童合唱団